# E-Trade
E-Trade is een financiële dienstverlener gevestigd in New York. Beleggers kunnen er effecten kopen zoals aandelen of obligaties via een elektronisch handelsplatform.
E-Trade biedt ook bank- en kredietproducten zoals het controleren en beheren van spaarrekeningen. Ze bezitten ook nog een dochteronderneming genaamd E-Trade Bank. Het bedrijf werd in 1982 opgericht en telde in 2020 zo'n 4100 medewerkers.
In februari 2020 maakte Morgan Stanley een bod van US$ 13 miljard bekend op alle aandelen E-Trade. E-Trade biedt diensten aan mensen aan die wel kunnen en willen beleggen, maar onvoldoende vermogen hebben om hun vermogensbeheer uit handen te geven. E-Trade telt ruim vijf miljoen klanten met een totaal vermogen van US$ 360 miljard. Morgan Stanley hoopt hiermee nieuwe klanten aan te trekken die op termijn wel de diensten van Morgan Stanley kunnen afnemen en verder krijgt het een betere toegang tot de elektronische handelsplatformen.